# Kjærlighet og ærlighet 3
Kjærlighet og ærlighet 3 är ett musikalbum med Jan Eggum. Albumet är sista delen av en trilogi, utgiven som en markering av Eggums 60-års födelsedag i december 2011. Albumet är inspelat live i olika konsertlokaler. Grappa Musikkforlag A/S lanserade albumet, en dubbel-CD, i december 2011.

## Låtlista
CD 1
1. "Hon elsker han" – 6:37
2. "Av og til" – 3:22
3. "Du blir aldri ferdig med å se på jentene" – 4:25
4. "Folk forsøker" – 3:18
5. "Ensom ulv" – 5:05
6. "Bare vi blir bedre kjent" – 5:48
7. "De andre" – 4:55
8. "Satans sang" – 4:09
9. "En plass i solen" – 2:48
10. "Kvinne" – 4:37

CD 2
1. "Åh alder" – 6:42
2. "Lyst, men ikkje lov" – 2:05
3. "Agnes" – 5:19
4. "Hus forbi" – 3:52
5. "Uavgjort" – 2:54
6. "Den interessante" – 3:48
7. "Jeg må ha det" – 4:33
8. "Hvor lydig kan man bli" – 6:02
9. "Frelse verden" – 4:25
10. "Du lille Bastian" – 4:02

- Alla låtar skrivna av Jan Eggum.

## Medverkande
Musiker
- Jan Eggum – sång, gitarr
- Knut Reiersrud – gitarr, steelgitar (på "Hon elsker han", "Bare vi blir bedre kjent", "De andre", "Kvinne", "Åh Alder", "Jeg må ha det", "Hvor lydig kan man bli")
- Jojje Wadenius – gitarr (på "Du blir aldri ferdig med å se på jentene")
- Thomas T. Dahl – gitarr (på "Folk forsøker", "Satans sang", "Agnes", "Frelse verden")
- Mats Grønner – gitarr (på "Ensom ulv", "En plass i solen", "Lyst, men ikke lov", "Hus forbi", "Den interessante")
- Audun Erlien – basgitarr (på "Hon elsker han", "Bare vi blir bedre kjent", "De andre", "Kvinne", "Åh Alder", "Jeg må ha det", "Hvor lydig kan man bli")
- Magne Thormodsæter – basgitarr (på "Du blir aldri ferdig med å se på jentene")
- Yngve Moe – basgitarr (på "Folk forsøker", "Satans sang", "Agnes", "Frelse verden")
- Anders Bitustøyl – basgitarr (på "Ensom ulv", "En plass i solen", "Lyst, men ikke lov", "Hus forbi", "Den interessante")
- David Wallumrød – orgel, clavinet, piano (på "Hon elsker han", "Bare vi blir bedre kjent", "De andre", "Kvinne", "Åh Alder", "Jeg må ha det", "Hvor lydig kan man bli")
- Harald Dahlstrøm – keyboard, piano (på "Folk forsøker", "Satans sang", "Agnes", "Frelse verden")
- Kåre Sandvik – keyboard, percussion (på "Ensom ulv", "En plass i solen", "Lyst, men ikke lov", "Hus forbi", "Den interessante")
- Paolo Vinaccia – trummor (på "Hon elsker han", "Bare vi blir bedre kjent", "De andre", "Kvinne", "Åh Alder", "Jeg må ha det", "Hvor lydig kan man bli")
- Stein Inge Brækhus – trummor (på "Du blir aldri ferdig med å se på jentene")
- Steinar Krokstad – trummor (på "Folk forsøker", "Satans sang", "Agnes", "Frelse verden")
- Tarald Tvedten – trummor (på "Ensom ulv", "En plass i solen", "Lyst, men ikke lov", "Hus forbi", "Den interessante")
- Bendik Hofseth – tenorsaxofon (på "Du blir aldri ferdig med å se på jentene")
- Christian Øveraas – munspel, percussion (på "Ensom ulv", "En plass i solen", "Lyst, men ikke lov", "Hus forbi", "Den interessante")
- Anja Eline Skybakmoen, Ida Roggen, Wenche Losnegård – bakgrundssång (på "Ensom ulv", "En plass i solen", "Lyst, men ikke lov", "Hus forbi", "Den interessante")
- Tonje Unstad – sång (på "Uavgjort")
- Lars Erik Gudim – dirigent (på "Av og til", "Du lille Bastian")
- Bergen filharmoniske orkester – orkester (på "Av og til", "Du lille Bastian")
- Eivind Buene – arrangement (på "Av og til")
- Gaute Storaas – arrangement (på "Du lille Bastian")

Produktion
- Mats Grønner – musikproducent
- Jan Erik Kongshaug – musikproducent, ljudtekniker, ljudmix
- Jørn Pedersen – musikproducent
- Gunnar Herleif Nilsen, Haakon Gunby, Erlend Fauske, Eyvinn Magnus Solberg, Leif Johansen – ljudtekniker
- Henning Svoren – ljudmix
- Chris Sansom – mastering
- Åse Holte – foto
- Mats Andersen – omslagsdesign